# Minnie the Moocher (film)
Minnie the Moocher è un cortometraggio animato del 1932 prodotto da Max Fleischer per i Fleischer Studios e diretto da Dave Fleischer.
Il celebre personaggio di Betty Boop è protagonista dell'opera, assieme al cagnolino Bimbo. Il cortometraggio è considerato uno dei capolavori prodotti dai Fleischer Studios e una pietra miliare della storia dell'animazione americana.

## Storia
Il titolo dell'opera è tratto dalla celebre canzone Minnie the Moocher del cantante jazz Cab Calloway. Quest'ultimo, infatti, appare nei titoli di testa del cortometraggio, e nelle sembianze di un tricheco fantasma (da lui doppiato) animato al rotoscopio sulle sue movenze, intento a cantare per intero il famoso brano che dà il titolo al cartone animato.

## Trama
Betty Boop, teenager frustrata dal comportamento autoritario dei propri genitori, fugge da casa assieme all'amico Bimbo. Entrambi si troveranno a confrontarsi con la dura e pericolosa realtà della vita di strada, e verranno tormentati da visioni spettrali e demoniache (evidenti metafore del degrado della società urbana contemporanea). Alla fine, dopo una rocambolesca fuga, decideranno di tornare a casa.

## Nella cultura popolare
In una scena del film Senti chi parla 2 (1990) si vede il piccolo Mickey che guarda Minnie the Moocher in TV.